# بارنستون وست (كيبك)
بارنستون وست (بالإنجليزية: Barnston West, Quebec)‏ هي بلدية محلية في كيبيك تقع في كندا في كوتيكوك، كيبك ‏.  يقدر عدد سكانها بـ 591 نسمة ومساحتها 100.10 كم2 .